# مانگ ۱۷۴۶۰
سیارک ۱۷۴۶۰ (به انگلیسی: 17460 Mang، نامگذاری:1990TC11) هفده هزار و چهارصد و شصتمین سیارک کشف شده‌است که در ۱۰ اکتبر ۱۹۹۰ کشف شد.
قدر مطلق سیارک برابر ۱۰.۲ است.